# Gibbs (cráter)
Gibbs es un cráter de impacto que se encuentra cerca de la extremidad oriental de la Luna, a menos de un diámetro cráter de mayor tamaño  Hecataeus, situado al noreste. La cadena de cráteres denominada Catena Humboldt pasa al sur de Gibbs, siguiendo una línea hacia el noreste. Debido a su proximidad a la extremidad lunar, este cráter aparece en escorzo visto desde la Tierra, y su visibilidad está sujeta a libración.
El borde exterior de Gibbs no es demasiado circular, con una protuberancia hacia el exterior orientada al norte que le da un perfil similar al de una cebolla. La pared sudeste está ligeramente desplomada, con una zona baja de rotura en el borde en los extremos sur y norte. En otros aspectos, sin embargo, el brocal aparece sólo ligeramente erosionado. El suelo interior está casi a nivel en su mitad suroeste, presentando una superficie irregular al noreste. Muestra una pequeña marca del impacto de un cráter al noroeste del punto medio.
Un pequeño impacto reciente junto al borde noreste ha producido un pequeño sistema de marcas radiales que forma una falda de material de mayor albedo en toda esta parte del brocal. Rastros débiles de estos rayos cubren el piso interior de Gibbs.

## Cráteres satélite
Por convención estos elementos son identificados en los mapas lunares poniendo la letra en el lado del punto medio del cráter que está más cerca de Gibbs.
|       | \| Gibbs \| Coordenadas \| Diámetro \| \| ----- \| ----------------------------- \| -------- \| \| D \| 13°06′S 85°54′E / -13.1, 85.9 \| 13 km \| |          |
| Gibbs | Coordenadas | Diámetro |
| D     | 13°06′S 85°54′E / -13.1, 85.9 | 13 km    |